# Marquesat de Galtero
El Marquesat de Galtero va ser un títol nobiliari pontifici atorgat l'11 de juny de 1900 pel Papa Lleó XIII a favor d'Eduard de Casanova i de Galtero (1840-1916), i l'ús del qual va estar autoritzat a Espanya el 31 d'octubre de 1900 per Reial Autorització de la reina regent Maria Cristina d'Habsburg-Lorena en nom del rei Alfons XIII.
El títol es va extingir després de la defunció sense descendència, el 10 de juny de 1941, del segon marquès, Guillem de Casanova i de Vallès, vidu de la marquesa de Dosaigües i vescomtessa de Bétera.

## Marquesos de Galtero
|                                    | Titular                            | Període                            |
| Creació el 1900 pel Papa Lleó XIII | Creació el 1900 pel Papa Lleó XIII | Creació el 1900 pel Papa Lleó XIII |
| ---------------------------------- | ---------------------------------- | ---------------------------------- |
| I                                  | Eduard de Casanova i de Galtero    | 1900-1916                          |
| II                                 | Guillem de Casanova i de Vallès    | 1916-1941                          |

## Història dels marquesos de Galtero
- Eduard de Casanova i de Galtero, de Mir i Desprat de Savassona (Barcelona, 1840 - Barcelona, 16 de març de 1916), I marquès de Galtero, Caballero de l'Hàbit de Santiago, Director del Banc de Barcelona i de la Caixa d'Estalvis i vocal de les Juntes d'Obra de Santa Mónica, del F.C. d'Olot i del Banc Vitalici d'Espanya.[2]

1. Casat el 1873 amb Maria de Vallès i de Mas, filla del XIII baró de la Pobla Tornesa Faust de Vallès i Ferrer de Plegamans.

La seva filla Maria de Casanova i de Vallès (n. 1875) casada el 1895 amb el II marquès de Camps.
El succeí el seu fill:
- Guillem de Casanova i de Vallès, de Galtero i de Mas († 10 de juny de 1941), II marquès de Galtero, Mastrant de València, Cavaller del Cos de la Noblesa de Catalunya, i gentilhome de cambra amb exercici.[3]

1. Casat amb la marquesa de Dosaigües i vescomtessa de Bétera, de la que després enviduaria. Del seu matrimoni va haver-hi una filla que va portar els títols a partir de la mort de la seva mare, i va morir pocs anys abans de la mort del seu pare.

Sense descendència.
Títol caducat.